# Idanthyrsus valentinei
Idanthyrsus valentinei är en ringmaskart som beskrevs av Kirtley 1994. Idanthyrsus valentinei ingår i släktet Idanthyrsus och familjen Sabellariidae. Inga underarter finns listade i Catalogue of Life.